# Miroir de nos peines

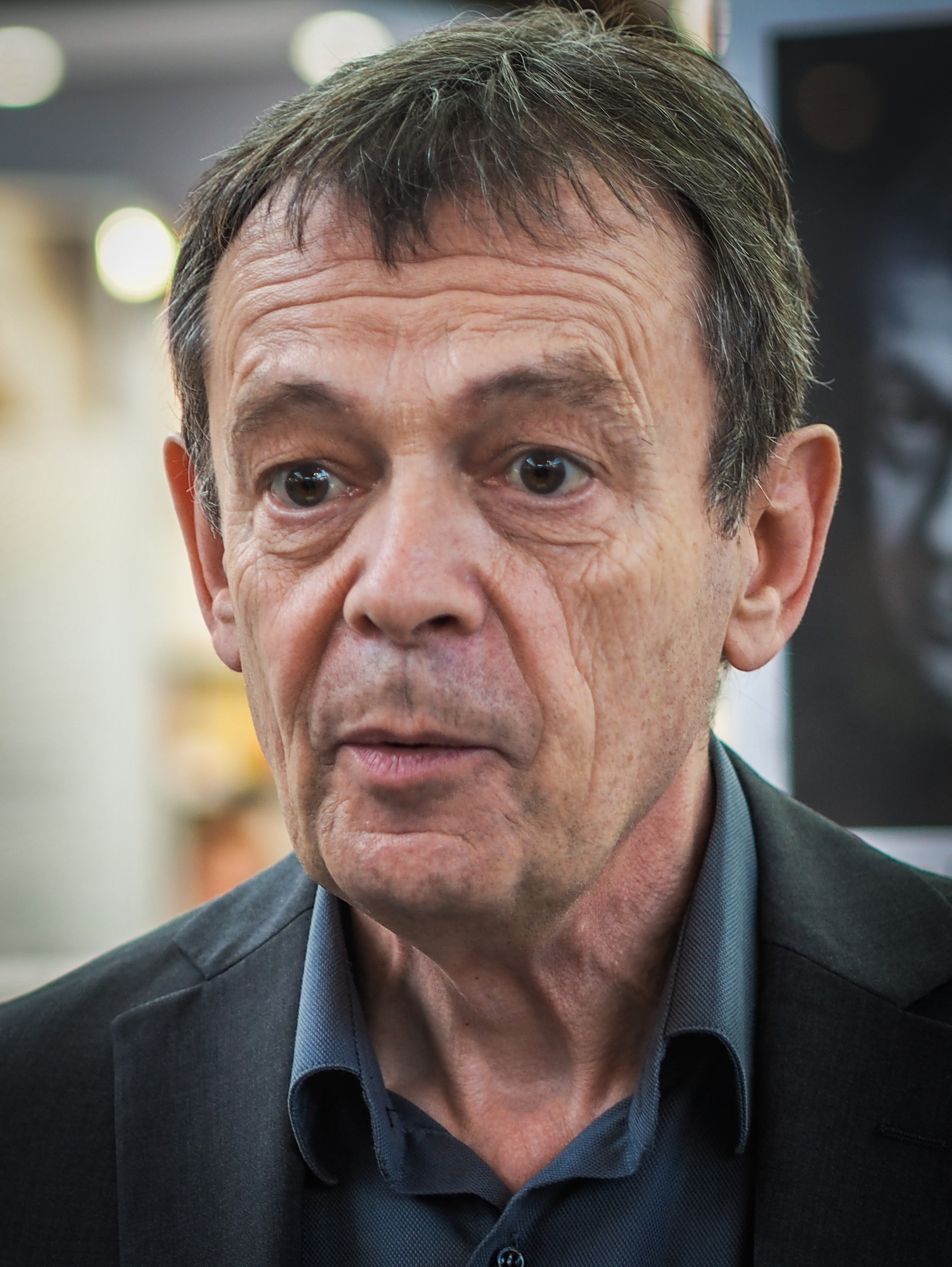
Pierre Lemaitre, auteur de Couleurs de l'incendie

Miroirs de nos peines est un roman de Pierre Lemaitre paru en janvier 2020 aux éditions Albin Michel. C'est le dernier ouvrage d'une trilogie comprenant Au revoir là-haut, prix Goncourt 2013, et Couleurs de l'incendie.

## Résumé
Le roman s'ouvre le 6 avril 1940 et nous présente Louise Belmont, institutrice et serveuse occasionnelle dans le café-restaurant de Monsieur Jules, La Petite Bohème. Louise a rencontré Édouard Péricourt. L'atmosphère est celle de la drôle de guerre, on sent que la guerre est sur le point d'éclater. Malgré elle, Louise va être mêlée avec le docteur Thirion à un grave fait divers qui va bouleverser sa vie réglée. 
Gabriel, quant à lui, est mobilisé, affecté à la Ligne Maginot, où il fait connaissance de Raoul Landrade, dont il est le supérieur hiérarchique, mais qui l'entraîne contre son gré dans ses trafics, qu'il ne parvient pas à faire cesser.
Appelés en renfort dans les Ardennes, ils ne pourront pas s'opposer à l'attaque de l'écrasante armée allemande et seront contraints de battre une humiliante retraite.
Et puis il y a Désiré, un personnage étonnant et mythomane, qui trouve d'autant mieux sa place que la période est exceptionnellement troublée et lui ouvre des possibilités nouvelles...
Le roman se passe cette fois dans la France de la drôle de guerre qui devient vite tragique, avec un pouvoir politique dépassé, des fuyards partout, une armée désemparée, et une humanité qui montre le plus souvent son pire visage.
La dernière partie du roman s'arrête le 13 juin 1940.

## Sources et références
1. ↑  « "Couleurs de l’incendie", le retour des Péricourt », La Croix,‎ 11 janvier 2018 (ISSN 0242-6056, lire en ligne, consulté le 24 janvier 2018)